# 青山八郎右衛門
青山 八郎右衛門（あおやま はちろうえもん、旧姓・茅根、前名・清重郎、あるいは清十郎、1868年5月16日〈明治元年4月24日〉 - 1951年〈昭和26年〉4月）は、日本の商人（オットセイ本舗、薬種商）、地主。族籍は東京府平民。

## 人物
茨城県平民・茅根忠平の長男。先代青山さたの養子となる。1896年、家督を相続し、清重郎を改める。1893年、慶應義塾別科を卒業。実業に従事し、薬種商を営む。オットセイ本舗主である。住所は東京市麻布区新広尾町1丁目。東京在籍。

## 家族・親族
青山家
- 養曽祖父・喜八[5][6]
- 養祖父・八郎右衛門[4]
- 養祖母（1832年 - ?、養曽祖父・喜八の二女）[5][6]
- 養叔母・さと（1851年 - ?、養祖父・八郎右衛門の二女）[4]
- 養母・さだ[3]（あるいはさた[6]、1849年 - ?）[6]
- 妻・きん（1876年 - ?、養母さたの養子[4]、長崎義松の姪[4][5]）
- 長男・民吉（1896年 - 1953年）
  - 同妻・松子（1902年 - ?、東京、大村義勝の六女）[2][7]
- 二男・二郎[6]（1901年 - 1979年、装丁家、美術評論家）
  - 同妻・幸子（1903年 - ?、大阪、武原美雄の妹）[2][7]
- 孫[2][7]